# Infinity Coast
Vista da Barra Norte a partir da Praia Central com o Infinity Coast em destaque (maior prédio ao centro da imagem) em construção (dezembro de 2018).
Infinity Coast Tower é um arranha-céu localizado na cidade de Balneário Camboriú, no sul do Brasil. Foi considerado o arranha-céu mais alto já construído no país por menos de um ano (até a construção das torres gêmeas Yachthouse Residence Club, na mesma cidade, em 2020) e um dos mais altos arranha-céus da América Latina, com 234,7 metros de altura. Os responsáveis pelo projeto do Infinity Coast Tower afirmam que não tinham a intenção máxima de construir o prédio mais alto do Brasil.